# Birgitte Raaberg
Birgitte Raaberg (nascida em 26 de setembro de 1954 em Frederiksberg) é uma atriz dinamarquesa.
Ela se formou no Aarhus Theatre em 1981. Além dos papéis neste teatro, esteve também ligada a, entre outros, Nørrebros Theatre, Odense Theatre, Østre Gasværk Theatre, Betty Nansen Theatre, Det Ny Teater e uma série de revistas, incluindo a Hjørring Revyen e Tivoli Revyen .
Birgitte apareceu em mais de 35 peças. Entre eles podem ser mencionados The Hostage, Parisian Life, Les Miserables, It's Well My Life, Lovers in a Crosswalk, Husker du Mai, Chicago, Sunday in the Park with George e Women's Revenge
Na TV, ela apareceu na série Begær, Lighed og broderskab, bem como em vários curtas-metragens e talvez seja mais lembrada da série Madsen og Co. Na tela, ela é sem dúvida lembrada por seu papel como Susan Himmelblå em Mitt om natt de 1984, que também lhe rendeu um Bodil de melhor atriz coadjuvante. 
Além disso, ela já atuou na série e filme Riget (1994, 1997), The Ballad of Holger Danske (1996), que rendeu a Birgitte a outro Bodil de melhor atriz coadjuvante  no papel da médica Judith,  Klinkevals (1999) e Hotellet i (2002).
Ela dublou personagens de desenhos animados, entre outras coisas, na série de TV Animais do Bosque dos Vinténs.

## Filmografia selecionada

### Filmes
| Ano  | Título                    | papel           | Notas                                    |
| ---- | ------------------------- | --------------- | ---------------------------------------- |
| 1984 | Midt om natten            | Susan Himmelblå | Prêmio Bodil de Melhor Atriz Coadjuvante |
| 1996 | Balladen om Holger Danske | Freja           | Voz                                      |
| 1999 | Tarzan                    | Kala            | Voz                                      |
| 1999 | Klinkevals                | Garota cantando |                                          |
| 2005 | Dommeren                  | Jornalista      |                                          |
| 2017 | Hodja fra Pjort           |                 |                                          |

### Série de TV
| Ano        | Título                      | papel                                                        | Notas                                                   |
| ---------- | --------------------------- | ------------------------------------------------------------ | ------------------------------------------------------- |
| 1985       | Klitgården                  | Freja                                                        | Capitulo 3                                              |
| 1990       | Begær, lighed og broderskab | Birgit Iversen, esposa de Anders                             |                                                         |
| 1995-96    | Landsbyen                   | Doutora                                                      | Capítulos 19-30                                         |
| 1994 e '97 | Riget                       | Doutora Judite                                               | Capitulos 1-4. Prêmio Bodil de Melhor Atriz Coadjuvante |
| 1996-2000  | Madsen og Co.               | gerente da agência bancária Susanne Madsen, esposa de Mogens |                                                         |
| 2001-02    | Hotellet                    | Cecilie Bang-Norvik                                          |                                                         |
| 2007-09    | 2900 Happiness              | Psicóloga Bente Brix                                         | Segunda temporada                                       |